# 西米河
西米河（俄语：Река Симми）或奴垒必儿忒河是哈巴罗夫斯克边疆区的河流，是阿穆爾斯克區和那乃区的界河，源起乌库尔河和乌尼金河交汇处，长94公里，流域面积5,450平方公里，注入黑龙江。名称来自于流经的博隆湖的满语名称音译（诺罗泡）。

## 引用
1. ↑  谭其骧 (编). . 中国地图出版社. 1982-1987. ISBN 7-5031-1840-7 （中文（中国大陆））.
2. ↑  А·П·穆拉诺夫. . 列宁格勒: 气象出版社. 1966 （俄语）.
3. ↑  . 列宁格勒: 气象出版社 （俄语）.
4. ↑  Т·А·基谢尔科瓦娅. . 列宁格勒: 气象出版社. 1977 （俄语）.
5. ↑  . 国家水登记处.   [2024-08-15]. （原始内容存档于2024-08-15） （俄语）.